# 미야케촌 (오사카부 나카카와치군)
미야케촌(일본어: 三宅村)은 일본 오사카부 나카카와치군에 설치되었던 촌이다. 현재의 마쓰바라시 미야케 동쪽·미야케나카·미야케니시에 해당한다.

## 역사
- 1889년 4월 1일 - 정촌제 시행에 의해 근세이후의 단보쿠군 미야케촌 단독으로 자치체를 형성하였다.
- 1896년 4월 1일 - 군 통합에 의해 나카카와치군이 성립하였다.
- 1955년 2월 1일 - 마쓰바라정, 아마미정, 에가촌, 누노세촌과 합병해, 마쓰바라시가 성립하여, 동일 미야케촌은 폐지되었다

## 교통

### 도로
현재는 한신고속 14호 마쓰바라선 미야케 출입구, 미야케 서쪽 출입구가 구 시가지에 있지만, 당시에는 미개통 상태였다. 

## 참고문헌
- 角川日本地名大辞典 27 大阪府